# Supergrup de l'ancilita
El supergrup de l'ancilita és un grup de minerals de la classe dels carbonats establert l'any 2024. Aquest supergrup engloba el preexistent grup de l'ancilita i el també de nova creació grup de la kozoïta.
Els minerals d'aquest supergrup tenen una fórmula general: (M³⁺xM²⁺2-x)(CO₃)₂[(OH)·(2-x)H₂O], on (1 ≤ x ≤ 2, Z = 2) i M = La³⁺,Ce³⁺, Nd³⁺, Ca²⁺, Sr²⁺ i Pb²⁺. El supergrup es divideix en dos grups: el grup de l'ancilita (1 ≤ x ≤ 1,5), que inclou vuit espècies vàlides, i el grup de la kozoïta (1,5<x ≤ 2), que inclou dues.
Segons la classificació de Nickel-Strunz els minerals d'aquest supergrup pertanyen a "05.DC - Carbonats amb anions addicionals, amb H₂O, amb cations grans» juntament amb els següents minerals: kamphaugita-(Y), sheldrickita, thomasclarkita-(Y), peterbaylissita, clearcreekita i niveolanita.
Tot i tractar-se d'espècies molt poc habituals, han estat descrites a tots els continents del planeta tret de l'Antàrtida.

### Grup de l'ancilita
El grup de l'ancilita està format per vuit espècies minerals: ancilita-(Ce), ancilita-(La), calcioancilita-(Ce), calcioancilita-(La), calcioancilita-(Nd), gysinita-(Ce), gysinita-(La) i gysinita-(Nd). És un grup estretament relacionat amb el grup de la bastnäsita. Totes aquestes espècies cristal·litzen en el sistema ortoròmbic, excepte la calcioancilita-(Nd) que ho fa en el monoclínic.
| Espècie             | Fórmula                    |
| ------------------- | -------------------------- |
| Ancilita-(Ce)       | CeSr(CO₃)₂(OH)(H₂O)        |
| Ancilita-(La)       | LaSr(CO₃)₂(OH)(H₂O)        |
| Calcioancilita-(Ce) | (Ce,Ca,Sr)CO₃(OH,H₂O)      |
| Calcioancilita-(La) | (La,Ca)(CO₃)₂(OH)·H₂O      |
| Calcioancilita-(Nd) | Ca(Nd,La,Ce)(CO₃)₂(OH)·H₂O |
| Gysinita-(Ce)       | PbCe(CO₃)₂(OH)(H₂O)        |
| Gysinita-(La)       | PbLa(CO₃)₂(OH)·H₂O         |
| Gysinita-(Nd)       | PbNd(CO₃)₂(OH)·H₂O         |

### Grup de la kozoïta
El grup de la kozoïta està format per dues espècies minerals: la kozoïta-(La) i la kozoïta-(Nd). Ambdues espècies cristal·litzen en el sistema ortoròmbic.
| Espècie      | Fórmula                |
| ------------ | ---------------------- |
| Kozoïta-(La) | (La,Nd)(CO₃)(OH)       |
| Kozoïta-(Nd) | (Nd,La,Sm,Pr)(CO₃)(OH) |